# Coryphopteris quaylei
Coryphopteris quaylei là một loài thực vật có mạch trong họ Thelypteridaceae. Loài này được (E.D. Br.) Holttum mô tả khoa học đầu tiên năm 1976.